# Fome de Bola

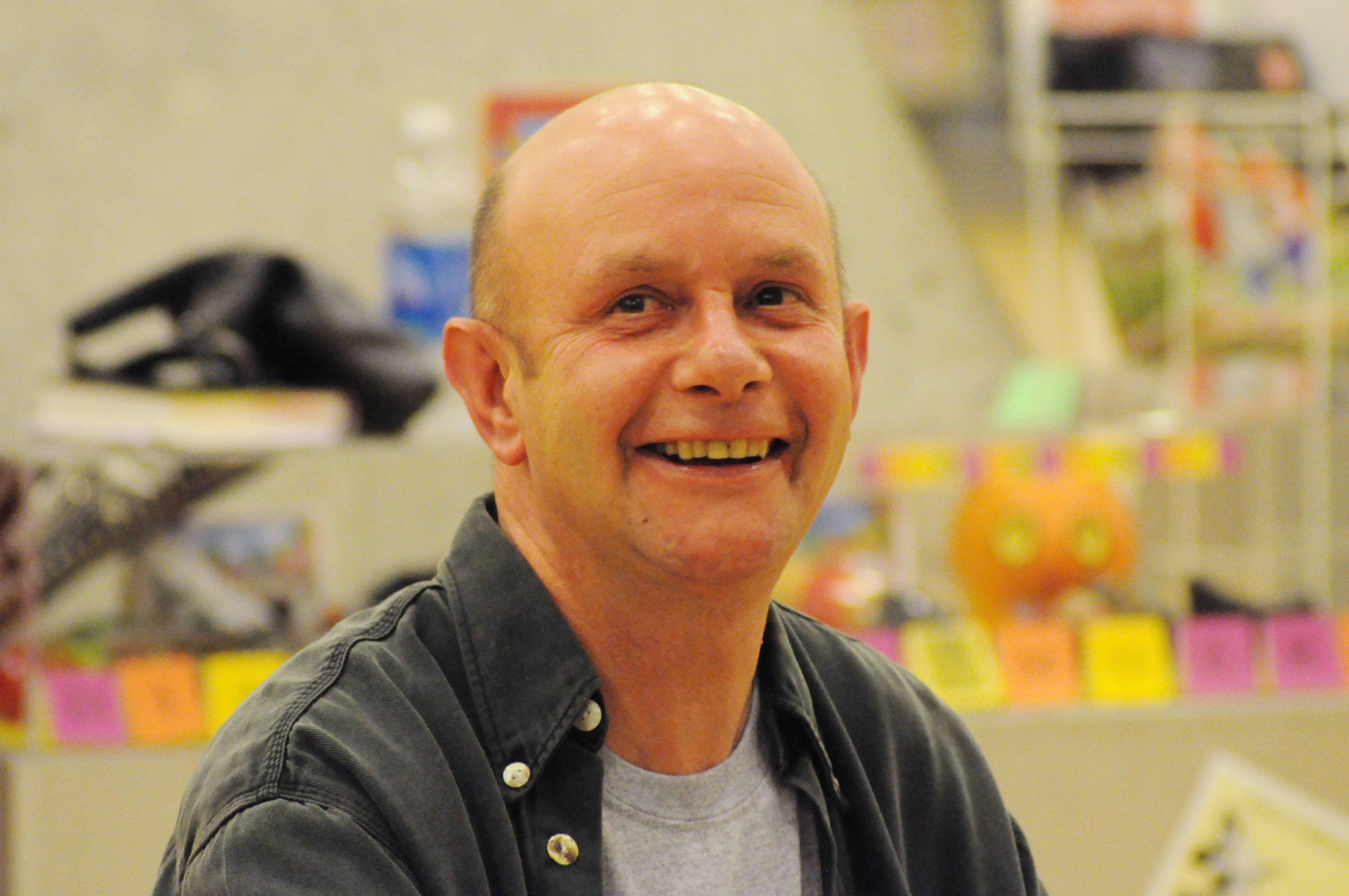
Nick Hornby

Febre de Bola é o primeiro livro do escritor inglês Nick Hornby. De estilo autobiográfico, foi publicado pela primeira vez em 1992. O livro conta a história da relação de Hornby com o futebol e em particular com o Arsenal, time londrino para o qual torce. Trata-se de um grande número de ensaios curtos, cada um focado em um único jogo, entre 1968 e 1992, em que sua trajetória pessoal se funde com as glórias e fracassos do clube. Há um capítulo chamado Pelé, em que o autor relata o encanto que a Seleção Brasileira de 1970 causou sobre os ingleses à época, além de outros que examinam a estrutura do futebol inglês antes do Desastre de Hillsborough.
Febre de bola ganhou o William Hill Sports Book of the Year no ano de seu laçamento e duas adaptações para o cinema, em 1997 e 2005.